# Ancistrocercus
Ancistrocercus is een geslacht van rechtvleugeligen uit de familie sabelsprinkhanen (Tettigoniidae). De wetenschappelijke naam van dit geslacht is voor het eerst geldig gepubliceerd in 1954 door Max Beier.

## Soorten
Het geslacht Ancistrocercus omvat de volgende soorten:
- Ancistrocercus brevicauda Saussure & Pictet, 1898
- Ancistrocercus circumdatus Walker, 1870
- Ancistrocercus clavicercus Rehn, 1903
- Ancistrocercus costaricensis Beier, 1954
- Ancistrocercus excelsior Brunner von Wattenwyl, 1895
- Ancistrocercus inficitus Walker, 1870
- Ancistrocercus salvadoricus Beier, 1962
- Ancistrocercus amplipennis Caudell, 1918
- Ancistrocercus atrosignatus Brunner von Wattenwyl, 1895
- Ancistrocercus danielis Griffini, 1896
- Ancistrocercus olivaceus Beier, 1954
- Ancistrocercus peruanus Beier, 1962
- Ancistrocercus pleminioides Brunner von Wattenwyl, 1895
- Ancistrocercus truncatistylus Brunner von Wattenwyl, 1895
- Ancistrocercus vicinus Beier, 1954